# 新井 (榛東村)
新井（あらい）は群馬県北群馬郡榛東村の大字である。郵便番号は370-3503。

## 地理
榛名山の東の裾野に位置しており、山子田、上野原、広馬場、高崎市金古町、前橋市清野町、池端町、吉岡町南下に隣接する。面積は約5.40平方キロメートル。
八幡川をはじめとする小規模な河川が多く流れている。

## 世帯数と人口
2020年(令和2年)10月1日現在の世帯数と人口は以下の通りである
|      | 世帯数   | 人口   |
| ---- | -------- | ------ |
| 新井 | 1978世帯 | 5608人 |

## 小・中学校の学区
村立小・中学校に通う場合学区は以下の通りとなる。
|                       | 小学校           | 中学校             |
| --------------------- | ---------------- | ------------------ |
| 8区、10区、11区、20区 | 榛東村立北小学校 | 榛東村立榛東中学校 |
| 9区、21区             | 榛東村立南小学校 | 榛東村立榛東中学校 |

## 交通
鉄道
地区内を上越新幹線が通過するが、駅は存在しない。
バス
- 日本中央バス - 前橋榛東線[6]

道路
- 群馬県道25線高崎渋川線バイパス
- 群馬県道26号高崎安中渋川線
- 群馬県道153号水沢足門線
- 群馬県道154号新井下室田線
- 群馬県道161号線南新井前橋線

## 施設
- 榛東村役場
- 相馬原駐屯地
- 榛名女子学園（女子少年院）
- 群馬県林業試験場